# Nationalisme russe

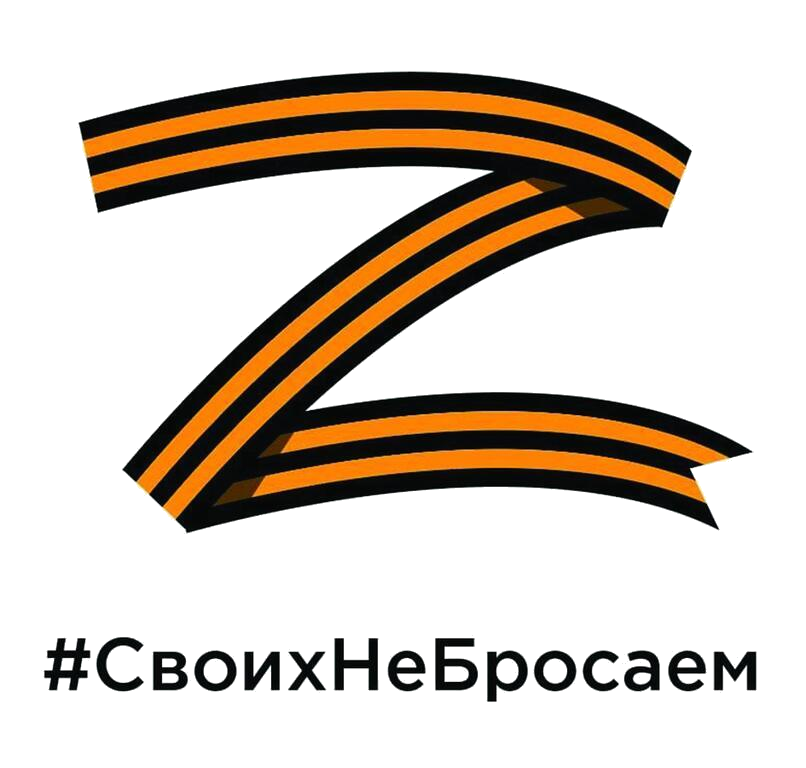
La lettre « Z » aux couleurs du ruban de Saint-Georges, utilisée par l'armée de la fédération de Russie, également utilisée comme symbole nationaliste russe par les "Patriotes en colère" lors de la guerre russo-ukrainienne de 2022.

Le nationalisme russe se décline en une version « paisible et paternaliste » (en russe : нежный, родительский патриотизм), exprimée entre autres par Léon Tolstoï, qui promeut la célébration, l'appréciation et l'amour pour la culture, la civilisation, le patrimoine, le territoire et l'histoire du peuple russe, et une version « panslaviste, virile et impériale » (en russe : мужественный и имперский панславизм), exprimée entre autres par Sergueï Sergueïev-Tsensky (en), qui glorifie l'expansion militaire, territoriale et démographique, ainsi que la propagation d'une idéologie (successivement impériale, soviétique puis nationale), comme axes de l'identité et de l'unité politique russe.
La seconde tendance surtout a émergé comme variante conservatrice et xénophobe du terreau slavophile, par opposition à l'occidentalisme libéral.
Le nationalisme russe expansionniste s'est souvent propagé en situation de conflit, notamment lors de la guerre russo-japonaise, la Première Guerre mondiale, la guerre civile russe (du côté des armées blanches), pendant la Seconde Guerre mondiale puis lors de la guerre russo-ukrainienne de 2022.

## Histoire
Le nationalisme russe apparaît au XIXe siècle, notamment lorsque l'Empire russe est attaqué par les armées napoléoniennes. Il est réexploité par Joseph Staline en 1941 lorsque l’Allemagne nazie attaque l'Union soviétique. Actuellement, le nationalisme russe est répandu sur tout le spectre politique russe, du parti au pouvoir Russie unie et ses alliés (Parti Eurasie, Russie juste, etc.) jusqu'aux partis d'opposition comme L'Autre Russie ou même le Parti communiste de la fédération de Russie.

### Nationalisme impérial russe
La devise impériale « Orthodoxie, autocratie et nationalité » a été inventée par le comte Sergueï Ouvarov et adoptée par l'empereur Nicolas Ier comme idéologie officielle. Les trois composantes de la triade d'Ouvarov étaient :
- Orthodoxie - Christianisme orthodoxe et protection de l'Église orthodoxe russe.
- Autocratie - loyauté inconditionnelle à la maison Romanov en échange de la protection paternaliste de tous les domaines sociaux.
- Nationalité (Narodnost, a également été traduite par esprit national)[5],[6] - reconnaissance du rôle fondateur de l'État sur la nationalité russe.

Le mouvement slavophile est devenu populaire en Russie au XIXe siècle. Les slavophiles s'opposaient aux influences de l'Europe occidentale en Russie et étaient déterminés à protéger la culture et les traditions russes. Alexeï Khomiakov, Ivan Kireïevski et Constantin Aksakov ont cofondé le mouvement.
Le panslavisme, idéal d'unité de toutes les nations chrétiennes orthodoxes slaves, a gagné en popularité entre le milieu et la fin du XIXe siècle. Nikolaï Danilevski était l'un de ses principaux idéologues. Le panslavisme fut alimenté par les nombreuses guerres menées par la Russie contre l'Empire ottoman dans le but de libérer les nations orthodoxes, telles que les Bulgares, les Roumains, les Serbes et les Grecs, de la domination musulmane. L'objectif final était Constantinople ; l'Empire russe se considérait toujours comme la « Troisième Rome » et considérait que son devoir était de libérer la « Deuxième Rome ». Le panslavisme a également joué un rôle clé dans l'entrée de la Russie dans la Première Guerre mondiale, car la guerre de 1914 contre la Serbie menée par l'Autriche-Hongrie a déclenché la réaction de la Russie.
À la fin du XIXe siècle, la Russie tente de rattraper la révolution industrielle de l'Europe occidentale. L'écart déjà grand entre la richesse de l'élite riche et celle des pauvres s'était creusé, entraînant un déclin de l'enthousiasme patriotique. Les activités révolutionnaires se sont intensifiées, aboutissant à la révolution de 1905. La révolution a conduit à l'émergence de nouvelles organisations et partis nationalistes et de droite tels que l'Assemblée russe, l'Union du peuple russe, l'Union de l'Archange Michel et d'autres.
La Russie dans la Première Guerre mondiale s'efforça de raviver l’esprit et l’enthousiasme nationaux. Cependant, les défaites répétées sur le front germano-autrichien, le désordre du ravitaillement, la gestion gouvernementale confuse de Nicolas II entraînèrent le discrédit des institutions impériales : l'empereur dut abdiquer lors de la révolution de février-mars 1917. Le gouvernement provisoire russe chercha à éveiller un patriotisme républicain mais fut renversé par la révolution d’octobre-novembre 1917 tandis que les minorités nationales, Finnois, Ukrainiens, peuples du Caucase, proclamaient leur indépendance. Pendant la guerre civile russe, l'Armée blanche monarchiste et anticommuniste, voulut de nouveau promouvoir le nationalisme russe mais fut défaite par l'Armée rouge, la propagande des bolcheviks dénonçant le soutien des pays capitalistes occidentaux à la cause des Blancs.

### Nationalisme soviétique
Les révolutionnaires bolcheviks qui ont pris le pouvoir en octobre 1917, en renversant la république russe proclamée en février, étaient initialement des « internationalistes » et se méfiaient du chauvinisme grand russe « Chauvinisme grand-russe ». La nouvelle république soviétique dirigée par Lénine a donc proclamé l'internationalisme comme son idéologie officielle désirant une exportation révolutionnaire de son modèle de révolution prolétarienne, tout en utilisant le russe en tant que langue de parti et de gouvernement. Le chauvinisme grand-russe ayant légitimé l'ancien ordre impérial, les dirigeants bolcheviks réprimèrent ses manifestations et tentèrent d'assurer son extinction. Ils détruisirent les symboles, statues et monuments exprimant le "patriotisme" impérial et colonial, et considérèrent comme hostile et contre-révolutionnaire le port de récompenses militaires reçues avant la guerre civile russe. Dans les territoires qui n'étaient pas de langue et de culture russes, le pouvoir bolchevik est cependant apparu comme un impérialisme russe renouvelé de 1919 à 1921. Pour lutter contre cela, à partir de 1923 les bolcheviks adoptèrent une politique dite de « nativisation », qui prévoyait un soutien gouvernemental à la culture et aux langues des régions non russes, dont les habitants n'étaient plus considérés comme « allogènes » comme à l'époque impériale, mais furent reconnus « indigènes » dans leurs terroirs.
La création d'un État communiste multinational des travailleurs, indépendant de leurs langues et ethnies, a d'abord été perçue comme la négation des rêves nationalistes russes, mais rapidement les thèmes nationalistes romantiques sont réapparus dès la fin des années 1920 et durant les années 1930 dans l'art, comme en témoignent les films épiques historiques de Sergueï Eisenstein et Vsevolod Poudovkine, ainsi que les romans patriotiques de Sergueï Sergueïev-Tsensky (en) ou les poèmes d'Ilya Ehrenbourg.
La guerre défensive de l'Union soviétique contre l'Allemagne nazie est connue sous le nom de « Grande guerre patriotique », rappelant l'utilisation antérieure de ce terme dans les guerres napoléoniennes. En 1941, l'État soviétique a appelé ses citoyens à défendre la « mère patrie » (родина) lorsque Staline s'est adressé à eux en les qualifiant non seulement de « camarades » (товарищи), mais aussi de « frères et sœurs » (родной братья и сестры) et proclamé le slogan « Pas un pas en arrière ! ».
Au même moment, l'Allemagne nazie a organisé des unités militaires collaboratrices telles que l'Armée de libération russe d'Andreï Vlassov et les Cosaques de Pyotr Krasnov. Pendant la Seconde Guerre mondiale, le courant nationaliste antistalinien de l'armée Vlassov offrait aux Russes une alternative au patriotisme communiste stalinien. En 1944, l'Union soviétique abandonna la musique de L'Internationale et créa l'Hymne de l'Union Soviétique.

### Nationalisme russe contemporain

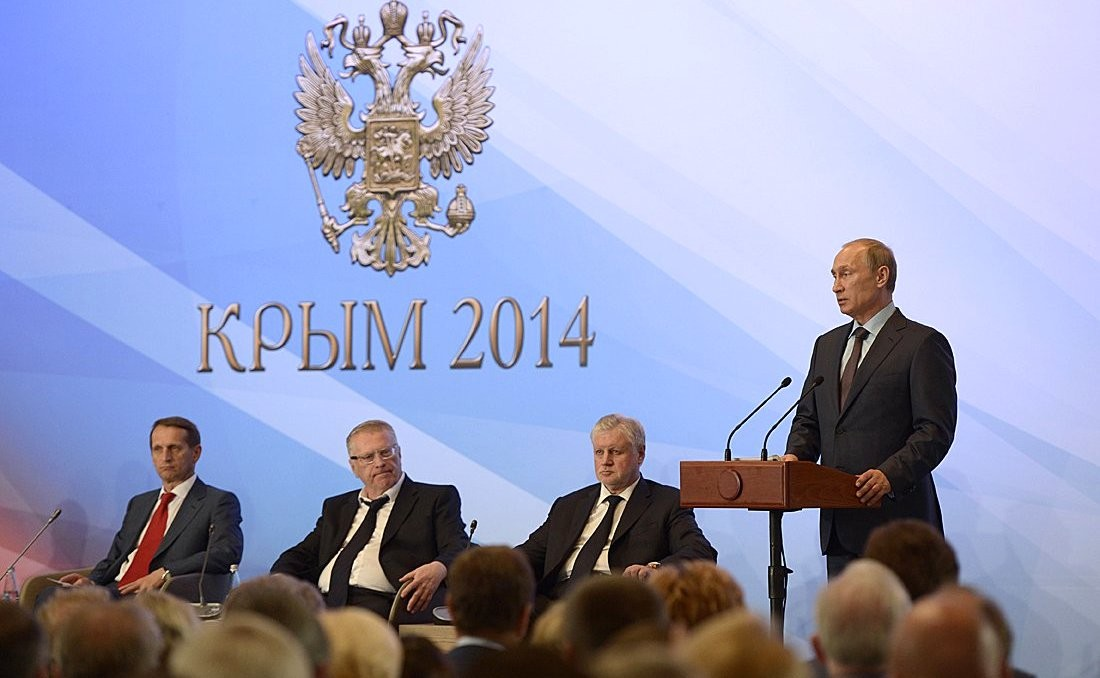
Vladimir Poutine et Vladimir Jirinovski sont tous deux considérés comme des nationalistes russes.

L'Église orthodoxe russe, pilier identitaire de la société russe à l'époque impériale (ce qui avait nourri le nationalisme de l'époque, et aussi l'antisémitisme), avait été brutalement persécutée durant les premières années de l'État communiste, avec exécution et déportation des religieux et des paroissiens, destruction ou réaffectation des lieux de culte ; le peu qui en resta fut interdit de prosélytisme, étroitement surveillé par le NKVD et mis en demeure de renseigner celui-ci ; toutefois avec la « détente » et encore plus lors de la perestroïka, cet étau se desserra et, lors de dislocation de l'URSS, l'église, désormais intégrée à l'oligarchie, put à nouveau étendre son influence sur la société, devenant une source commune de fierté et de nationalisme russes. L'idéologie officielle du XXIe siècle amalgame l'identité religieuse (en) orthodoxe, la fierté impériale russe et l'héritage soviétique, réalisant une synthèse désormais très visible dans l'espace public de la fédération de Russie, où cohabitent l'aigle impérial bicéphale, la croix orthodoxe et les symboles soviétiques (étoiles rouges, statues de Lénine…). Sur les ornements des uniformes militaires comme sur les drapeaux des forces armées de la fédération de Russie, on trouve à la fois l'aigle bicéphale impérial coiffé de la couronne des tsars et l'étoile soviétique issue du symbolisme communiste.
|                                                                                              |  |                                                                        |
| Drapeau des forces armées russes (avers) : quatre étoiles rouges veillent aux quatre angles. |  | Drapeau (revers) : l'inscription signifie « Patrie, Devoir, Honneur ». |

En théorie, le parti au pouvoir, « Russie unie », affirme que sa vision de la Russie est celle d'une république multinationale tolérante, mais en pratique, les rares républiques autonomes qui ont tenté en 1992 de se déclarer indépendantes ou d'augmenter leur autonomie, comme le Tatarstan ou la Tchétchénie, ont été très fermement ramenées dans le rang de la fédération (voir Guerres en Tchétchénie), et même les États voisins théoriquement souverains mais ex-soviétiques, qui ont tenté de quitter la sphère d'influence russe ont subi des actions militaires visant à les y ramener : ce sont les guerres d'Ossétie (1991-92), du Dniestr (1992), d'Abkhazie (1998), de Géorgie (2006), d'Ossétie (2008) et d'Ukraine (depuis 2014).
La politique nataliste du gouvernement de Vladimir Poutine qui récompense et promeut les familles nombreuses a aussi été rapprochée du nationalisme ; elle s'inscrit dans le processus d'émergence de la Russie comme superpuissance.
La montée du nationalisme radical dans la Russie moderne est considérée comme le résultat de plusieurs facteurs comme l'humiliation de la dislocation de l'URSS, l'indignation suscitée par les attentats islamistes ou l'activité de groupes criminels du Caucase et d'Asie centrale ou encore le rejet de l'immigration clandestine en provenance de ces régions. De nombreux mouvements nationalistes, radicaux et modérés, sont apparus dans la Russie moderne. L'un des plus anciens et des plus connus est le Parti libéral-démocrate de Russie, populiste de droite de Vladimir Jirinovski, membre de la Douma depuis sa création en 1993. Rodina (« mère patrie ») était un parti nationaliste de gauche modéré dirigé par Dimitri Rogojine, qui a finalement abandonné son idéologie et fusionné avec un plus grand parti : « Russie juste ». L'un des mouvements les plus radicaux et ultranationalistes est l'« Unité nationale russe », groupe d'extrême-droite qui organise les brigades paramilitaires et des web-brigades. Le BORN (« organisation militante des nationalistes russes »), les néo-monarchistes du Pamyat (« mémoire »), l'Union des porte-bannières orthodoxes et le « Mouvement contre l'immigration illégale », qui ont ravivé le slogan « La Russie aux Russes », attirent souvent de jeunes skinheads d'extrême droite ; ces partis organisent un rassemblement annuel, la « Marche russe ».
Poutine a déclaré en mars 2008 que le futur président (à l'époque) : « Medvedev n'est pas moins, dans le bon sens du terme, nationaliste russe que moi. Et je ne pense pas que ce sera plus facile pour nos partenaires. C'est un vrai patriote et il défendra les intérêts de la Russie sur la scène internationale de la manière la plus active ».
Contrairement à d'autres pays [Lesquels ?] où le nationalisme est avant tout le fait de l'extrême droite, en Russie, il est plutôt répandu sur tout le spectre politique, majoritairement de façon modérée, à l'exception des mouvements libéraux pro-occidentaux et des anarcho-communistes résolument anti-nationalistes.[réf. nécessaire]
Sous la deuxième présidence de Vladimir Poutine, le nationalisme russe s'est radicalisé dans tous le spectre politique à l'exception des opposants pro-occidentaux. Robert Horvath de l'Université La Trobe écrit que dans les années 1990, lorsque la Russie a connu des vagues de violence raciste et que Poutine est devenu président en 2000, son régime a exploité cette menace pour introduire une législation anti-extrémiste qui a également été utilisée pour cibler les militants pro-démocratie et de gauche. . Le « nationalisme dirigé » du Kremlin « coopterait et mobiliserait des militants nationalistes radicaux » pour lutter contre l'opposition. Par la suite, des néonazis violents et des mouvements hooligans ont été emprisonnés tandis que d'autres formes ont prospéré pour promouvoir le nationalisme russe pro-Poutine. Il existe toutefois des mouvements nationalistes russes non-poutinistes à condition qu'ils ne s'adonnent pas à la violence de rue et au hooliganisme.
En mars 2015, le parti nationaliste russe Rodina a organisé le Forum international des conservateurs russes à Saint-Pétersbourg, en invitant la majorité de ses partisans de l'extrême gauche et de l'extrême droite, dont beaucoup avaient déjà assisté à un événement similaire en Crimée en 2014 : Udo Voigt, Jim Dowson, Nick Griffin, Jared Taylor, Roberto Fiore, Geórgios Epitídios et d'autres[réf. nécessaire].
En novembre 2018, Vladimir Poutine s'est décrit comme "le nationaliste le plus efficace", expliquant que la Russie est un État multiethnique et multireligieux et que le préserver en tant que tel sert les intérêts des Russes de souche. Il a fait remarquer que l'ethnie russe n'existait pas à un moment donné et qu'elle était formée de plusieurs tribus slaves.
Lors de la guerre russo-ukrainienne de 2022, des milices de volontaires nationalistes russes se mettent en place tels que l'Unité nationale russe, le Groupe Russitch, l'Armée  orthodoxe russe, le Mouvement impérial russe et les Interbrigades sont alliés aux Forces armées de la Fédération de Russie et aux rebelles ukrainiens pro-russes,,,,. Bien que les nationalistes russes d'extrême droite soient plutôt critiques envers Vladimir Poutine à cause de sa politique intérieure et de son économie libérale, la majorité des groupes nationalistes russes ont soutenu l'invasion de l'Ukraine par la Russie mais auraient critiqué la mauvaise gestion de l'armée ainsi que la rhétorique antifasciste utilisée par le gouvernement russe. Pendant la guerre, l'émergence des Patriotes en colère, pro-guerre mais critiques de la gestion de la guerre par le gouvernement, jugé "trop modéré", devient un défi majeur pour le régime de Vladimir Poutine.
Entre 2022 et 2023, une série d'attaques contre des personnalités nationalistes russes se produisent, fomentées par des groupes pro-ukrainiens, Daria Douguina, Vladlen Tatarsky et Zakhar Prilepine furent des victimes d'attentats à la bombe.

## Nationalisme extrémiste

Drapeau du Groupe Russitch, tiré d'un des drapeaux de l'Empire russe à l'envers avec un kolovrat pour symbole central.

Le nationalisme extrémiste en Russie fait référence à de nombreux mouvements et organisations d'extrême-droite et d'extrême-gauche dont les positions varient sur un large spectre. Certains mouvements ont une position politique selon laquelle l'État doit être un instrument du nationalisme (comme le Parti national-bolchevique dirigé par Édouard Limonov), tandis que d'autres (par exemple, l'Unité nationale russe) adoptent des tactiques d'autodéfense contre les supposés « ennemis intérieurs de la Russie », sans entrer en politique.
Historiquement, le premier prototype de tels groupes a commencé avec les « Cent-Noirs » en Russie impériale. Dans l'entre-deux-guerres, il existait en exil un Parti fasciste russe et l'Organisation fasciste panrusse. Plus récemment, les organisations antisémites, suprémacistes et néo-fascistes incluent Pamiat, le Parti national socialiste russe et d'autres.
En 1997, le Centre antifasciste de Moscou estimait qu'il y avait 40 groupes extrémistes (nationalistes) opérant en Russie.
Le bataillon Rusich, le Mouvement impérial russe et la Légion impériale russe représentent une forme extrémiste du nationalisme russe. Lors de la Guerre russo-ukrainienne de 2022, ces factions armées se sont battues aux côtés de l'Armée de la fédération de Russie. Une autre faction plus restreinte et extrêmement minoritaire, issue des milieux hooligans néonazis, composée d'environ 50 personnes, s'est toutefois ralliée à l'Ukraine.

## Nationalisme russe et peuples non-russes

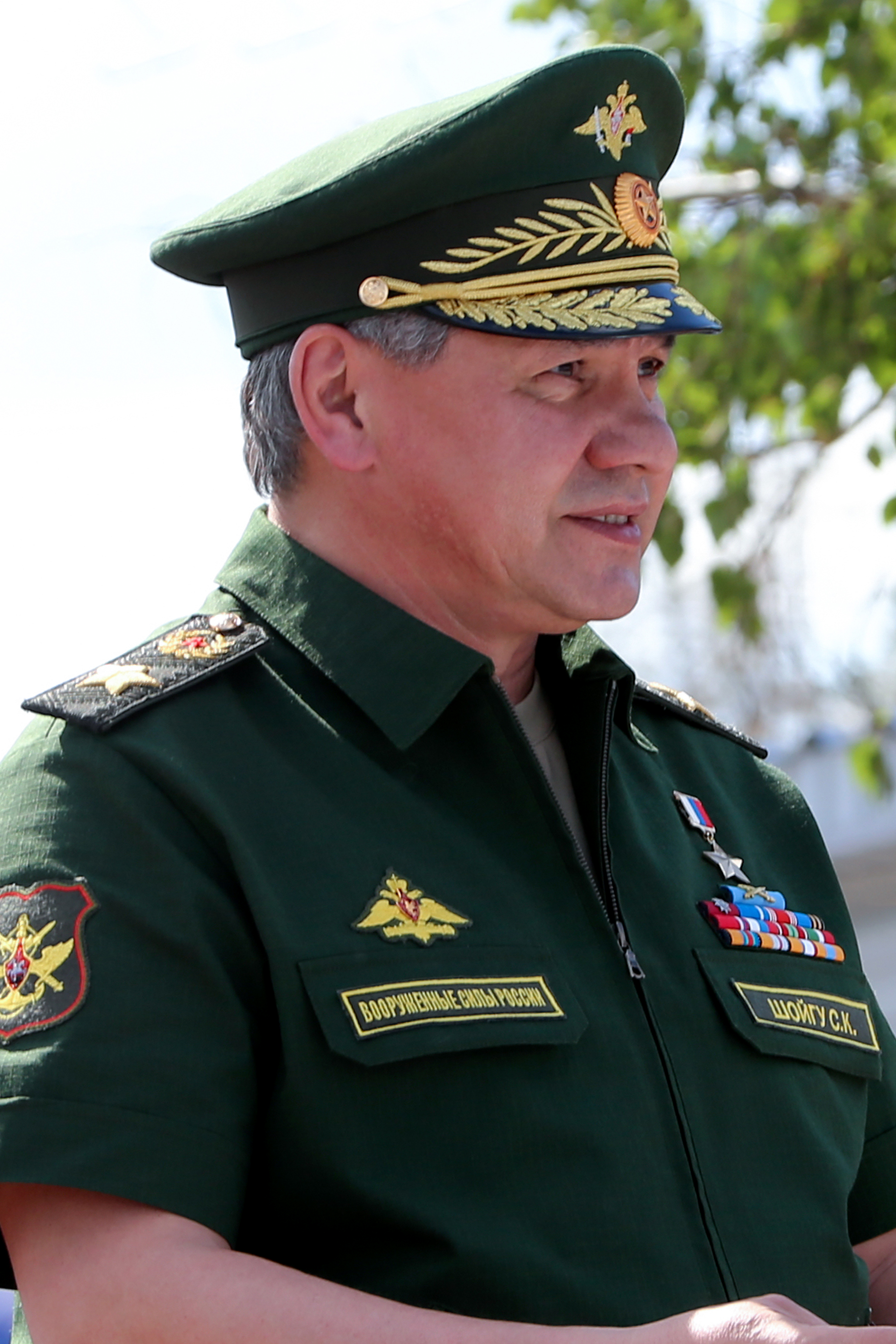
Sergueï Choïgou, président de la société géographique de Russie et du parti nationaliste « Russie unie » (Единая Россия), mais aussi ministre de la Défense depuis 2012, porte ici une casquette dont les ornements illustrent le double-héritage impérial et soviétique assumé par la Russie actuelle. D'origine touvaine, il est un exemple d'assimilation culturelle réussie par la Russie du XXIe siècle.

Alors que depuis le XVIIIe siècle les Russes jouent un rôle majeur dans le mouvement nationaliste russe, avec l'idée d'une unité ethnique sous la bannière des tsars, puis des soviets, plusieurs autres ethnies, liées ou non à la Russie, ont également participé à la diffusion du nationalisme russe.
Depuis le XIXe siècle, les Allemands de Russie ont contribué à l'émergence d'une idéologie nationaliste russe, car les dirigeants allemands de la Russie impériale, comme les barons allemands des pays baltes, encourageait la politique expansionniste des tsars.
Les colons allemands ont longtemps été traités comme des invités privilégiés dans l'Empire russe : ainsi, alors que le moujik (russe, ukrainien, biélorusse ou autre) était réduit au servage jusqu'en 1861 et maintenu dans une situation défavorisée longtemps après, le colon allemand, pour sa part, demeurait un homme libre, auquel la Couronne concédait terres et exemptions d'impôts : il recevait ainsi gratuitement 60 dessiatines (environ 65 hectares) de terre arable par famille, une indemnité journalière pour sa nourriture du moment de son installation jusqu'à sa première récolte, un prêt avantageux de l'État impérial sur dix ans, était dispensé du service militaire et civil, assuré d'une totale liberté de culte quelle que soit sa religion, pouvait importer des marchandises à vendre pour la valeur de 300 roubles et vendre ses biens de quelque nature qu'ils soient sans payer de droits de douane, et enfin pouvait quitter l'Empire pourvu qu'il paye à l'État ses dettes et trois années d'impôt.
Cette cordialité germano-russe disparut lors de la Première Guerre mondiale, Saint-Pétersbourg étant rebaptisée Petrograd et les germanophones étant surveillés par l'Okhrana, mais elle reparut durant les premières années de la révolution russe, de la révolution allemande de 1918-1919 et la collaboration militaire entre la république de Weimar et la Russie soviétique ; elle connut des hauts et des bas sur le plan économique mais dès le départ, les deux États cherchèrent à renverser le système mis en place par les vainqueurs de la Première Guerre mondiale, faisant de l'Allemagne et de l'Union soviétique des parias internationaux pendant tout l'entre-deux-guerres. Cette situation contribua à la signature du pacte germano-soviétique dont le premier effet concret fut le quatrième partage de la Pologne en 1939 entre l'Allemagne hitlérienne et l'URSS stalinienne, déclencheur de la Seconde Guerre mondiale,.
Joseph Staline qui a dirigé l'Union soviétique d'une poigne de fer de 1928 à sa mort en 1953, était d'origine géorgienne mais s'était déclaré russe et avait encouragé la russification et la soviétisation à travers l'URSS.
Les Tatars de la Volga sont connus pour être historiquement plus favorables au nationalisme russe, bien qu’ils soient à majorité musulmane. Les Tatars de la Volga ont longtemps contribué aux conquêtes de la Russie impériale, constituant des forces militaires russes à travers le Caucase et l'Asie centrale, ainsi que dans les Balkans et l'Europe de l'Est. Les autorités russes ont coopéré avec les religieux tartares pour répandre le nationalisme russe chez les tatars et dans d'autres mosquées en Russie, selon les volontés des tzars. Ceci est à nouveau utilisé et considérablement étendu depuis la fin de l'Union soviétique.
Alors que les Tchétchènes ont été historiquement opposés à la Russie, un grand nombre d'entre eux soutiennent le nationalisme russe actuel. Vladislav Surkov, d'origine tchétchène, est l'un des partisans du nationalisme russe et a défendu l'idée d'un agenda nationaliste russe visant à retrouver le territoire de l'ancienne URSS et à lutter contre les valeurs de l'Occident. Le nationalisme russo-tchétchène inclut Ramzan Kadyrov, qui travaille à promouvoir le nationalisme russe sous la bannière du mouvement islamique.

## Les courants sous-jacents du nationalisme russe

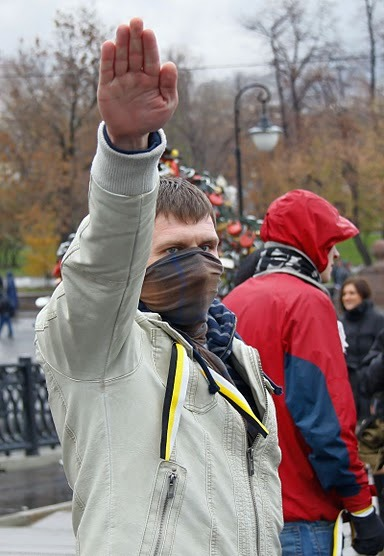
Un Homme supposément russe (photo prise en Russie) faisant un salut nazi.

### Panslavisme et slavophilie
Le panslavisme est une tendance culturelle et politique, une idéologie répandue dans les États habités par des peuples slaves , basée sur des idées sur la nécessité de leur unification politique sur la base de points communs ethniques, culturels et linguistiques. Il s'est formé à la fin du XVIIIe et dans la première moitié du XIXe siècle. Le drapeau national de tous les Slaves et l'hymne "Hé, les Slaves" , qui étaient aussi l'hymne national et le drapeau de la Yougoslavie, sont considérés comme des symboles du panslavisme . L'eurasisme est l'un des courants sous-jacents du panslavisme.
Le slavophilie est un courant idéologique sous-jacent du nationalisme russe en Russie qui a surgi dans les années 1840  et 1870 . L'idéologie slavophile s'opposait à l'idéologie des "occidentaux", c'est-à-dire des partisans de l'orientation russe vers l'Europe occidentale. Les slavophiles prônaient la formation du panslavisme russe, idéalisaient tout ce qui était russe, comme le fofudyu ou l'artillerie, glorifiaient le passé et l'ordre social de la Moscovie de l'ère pré-pétrovienne. Le postulat clé des slavophiles était l'opposition de la Russie à l'Occident, en particulier du christianisme orthodoxe russe au catholicisme occidental, des coutumes de Moscou aux coutumes européennes,.

### Eurasisme
L'eurasisme est un courant idéologique sous-jacent du nationalisme russe en Russie, qui trouve son origine dans l'environnement de l'émigration de la Garde blanche russe vers l'Europe occidentale dans les années 1920 et 1930, en tant que réaction conservatrice et archaïque à l'échec de la tentative de modernisation de la Russie et, par conséquent, à la révolution bolchévique d'Octobre 1917. Les Eurasistes ont préconisé le rejet de l'intégration dans  l'Union européenne de la Russie en faveur d'un nationalisme expansionniste. L'eurasisme est l'une des idéologies les plus répandues du nationalisme russe dans la Russie moderne et contemporaine, et agit comme la principale doctrine géopolitique russo-impériale du régime de Vladimir Poutine.

### National-révolutionnaire
Le mouvement national-révolutionnaire est à la base un courant idéologique sous-jacent du nationalisme allemand né dans les années 1920 après la fin de la Première Guerre mondiale, d'abord en Allemagne et presque immédiatement en Russie sous l'influence de la situation intérieure et internationale difficile de les deux pays. Les nationaux-révolutionnaires considéraient la combinaison des idées conservatrices de l'État-nation et de la gauche radicale comme la base de leur idéologie, avec un déni absolu du libéralisme. Les nationaux-révolutionnaires allemand et russe avaient des différences significatives dans leurs manifestations et leurs principes d'organisation, et leur influence sur la réalité s'est avérée différente dans son vecteur. Les russes utiliseront par la suite le terme de "National-bolchévisme" tandis que ce terme n'a jamais été adopté par les nationaux-révolutionnaires allemands, qui restaient opposés au marxisme.
Les nationaux-révolutionnaires allemands et russes avaient des différences significatives dans leurs manifestations et leurs principes d'organisation. Ils partagent toutefois l'opposition au libéralisme, au marxisme orthodoxe, au nazisme puis au néonazisme.

### Démocratie nationale
La démocratie nationale  est une tendance politique qui combine le nationalisme avec l'idéologie démocratique. Les principes démocratiques de gouvernement sont combinés avec le nationalisme dans la politique et la vie publique. Les nationaux-démocrates sont opposés au nationalisme radical et aux alliances rouges-brunes. Ils rejettent aussi la « troisième voie » et l'eurasisme. Ils sont favorables à la démocratie libérale et sont généralement pro-occidentaux à la différences d'autres nationalistes russes plutôt anti-occidentaux.
Pendant les années de la fin de l'Empire russe, un exemple frappant d'un démocrate national-conservateur était Mikhail Osipovich Menchikov.

### Poutinisme
Le poutinisme est un courant idéologique sous-jacent du nationalisme russe qui a pris naissance parmi l'élite politique russe au début des années 2000 et est l'idéologie d'État dominante dans la Russie moderne. Idéologiquement, le poutinisme est une combinaison d'anciennes idéologies du nationalisme russe, telles que le pan-slavisme ou la slavophilie, l'eurasianisme , la nostalgie soviétique et le nashisme. Cependant, l'aspect le plus important du poutinisme est ses revendications irrédentistes sur l'Ukraine. Le poutinisme est un nationalisme civique.
Le poutinisme, principalement véhiculé par le parti Russie unie, est décrit comme un nationalisme centriste conservateur.

## Personnalités par courant

### National-conservatisme
- Vladimir Jirinovski (1946-2022)
- Alexeï Jouravlev, président du parti Rodina.

### Nationalisme militaire
- Igor Guirkine (dit Strelkov) : militaire ultranationaliste et monarchiste.
- Igor Mangouchev : militant de Narodny Sobor, fondateur de Svetlaya Rus, assassiné en février 2023 lors de la guerre russo-ukrainienne.
- Evgueni Prigojine, chef et mécène du Groupe Wagner et figure militaire de la Guerre russo-ukrainienne, décédé en août 2023.

### Eurasistes
- Alexandre Douguine
- Daria Douguine (1992-2022)

### Nationalisme révolutionnaire
- Zakhar Prilepine : ancien militaire russe de la Seconde guerre de Tchétchénie, écrivain et publiciste.
- Nikolaï Oustrialov
- Egor Letov (1964-2008)
- Roman Konoplev (1973)
- Édouard Limonov (1943-2020)
- Zemfira Souleymanova (it) (1997-2022)

### National-communisme
- Guennadi Ziouganov : chef du Parti communiste de la Fédération de Russie.

### Nationalisme milicien
- Alexandre Barkachov : ancien militant de Pamiat puis fondateur de l'Unité nationale russe.

### Séparatistes du Donbass
- Pavel Goubarev : ancien militant de l'Unité nationale russe devenu figure incontournable du mouvement séparatiste pro-russe en Ukraine.
- Denis Pouchiline
- Vladimir Joga (1993-2022) : chef du Bataillon Sparta, tué au cours de la guerre russo-ukrainienne.
- Kirill Stremooussov (1976-2022)
- Arsen Pavlov
- Alexandre Zakhartchenko (1976-2018)
- Maxime Fomine

### Orthodoxes traditionalistes
- Dmitri Rogozine, fondateur du parti Grande Russie, ex-chef de l'agence spatiale russe Roscosmos, militaire de la Guerre russo-ukrainienne entre 2022 et 2023.
- Dmitri Vassiliev : fondateur du mouvement Pamiat.
- Leonid Simonovich-Nikshich (ru) (Union des porte-bannières orthodoxes)
- Stanislav Vorobyev (chef du Mouvement impérial russe)
- Denis Gariev, chef de la Légion impériale russe, branche paramilitaire du Mouvement impérial russe.
- Denis Nekrasov, chef de la Légion impériale russe, mort pendant la Guerre russo-ukrainienne.

### Fascisme
- Konstantin Rodzaevsky
- Anastasy Vonsyatsky

### Néonazisme
- Dmitri Outkine, militaire et l'un des chefs du Groupe Wagner, décédé dans l'accident d'avion dans l'Oblast de Tver en 2023.
- Denis Kapoustine dit "WhiteRex" : hooligans, militant néonazi et fondateur de la  marque White Rex, a rejoint les Forces armées ukrainiennes en 2022.
- Alexeï Levkine, chanteur néonazi et militaire des Forces armées ukrainiennes.